# Titan (priimek)
Titan je priimek več znanih Slovencev:
- Evgen Titan (1929 - 2015), hokejist na travi in športni delavec
- Janez Titan (1911 - 1945), publicist, politični delavec
- Matej Titan (*1992), šahist
- Primož Titan, agronom
- Robert Titan Felix (*1972), pesnik, pisatelj, publicist in urednik
- Štefan Titan (*1944), pesnik, zdravilec, radiestezist, publicist